# Diplectrona bulla
Diplectrona bulla là một loài Trichoptera trong họ Hydropsychidae. Chúng phân bố ở miền Australasia.